# Модель Карнеґі
Моде́ль Ка́рнеґі — модель ухвалення рішень в організації, заснована на створенні коаліції менеджерів, проблемно-орієнтованому пошуку.
Модель Карнеґі ілюструє обмежено раціональний підхід при ухваленні рішень.
Модель застосовується в стресових, конфліктних ситуаціях, що вимагають принципових новацій у веденні бізнесу.

## Історія
Модель прийняття рішень в організації, відома як модель Карнеґі, була сформульована в роботі Річарда Кайерта (Richard Cyert), Джеймса Марча (James March) і Герберта Саймона (Herbert Simon), і отримала таку назву тому, що всі ці автори так чи інакше були пов'язані з університетом Карнеґі-Мелоун, який розташований в Пітсбурзі, штат Пенсільванія (США).
Вони виклали суть обмежено раціонального підходу при ухваленні рішень, а також внесли щось нове до уявлень про ухвалення рішень в організаціях. До появи цієї роботи всі дослідження економіки будувалися на тому, що компанії приймають рішення так, як ніби вся інформація, що відноситься до справи, як у воронку просочується до менеджера, відповідального за рішення, для того, щоб він зробив свій вибір.
Дослідження ж, виконане групою Карнеґі, показало, що до рішень на рівні організації, як правило, підключаються багато менеджерів, і що остаточний вибір менеджери можуть зробити лише в коаліції.

## Суть моделі
Модель стверджує, що ухвалення рішення — це не одноосібний і не раціональний процес.
Коаліція означає альянс між декількома менеджерами, що однаково уявляють собі цілі організації і пріоритети проблеми. Цей альянс може, наприклад, складатися з менеджерів підрозділів конвеєрної лінії, фахівців з кадрів і навіть груп людей поза організацією: важливих клієнтів, банкірів або представників профспілок.
Створювати коаліції менеджерів при ухваленні рішень необхідно з двох причин. По-перше, нерідко буває так, що цілі організації невизначені, а оперативні завдання підрозділів — суперечливі. Коли цілі неясні і несумісні, менеджери не можуть прийти до єдиної думки про пріоритети проблем. Тому вони неодмінно повинні зібратися разом і вирішити які проблеми слід вирішувати в першу чергу.
Другою причиною створення коаліції є те, що кожен з менеджерів, звичайно ж, прагне бути раціональним, проте йому не уникнути обмежень, пов'язаних з чинниками, описаними вище. Менеджери не володіють достатнім часом, засобами або інтелектуальними можливостями, щоб ідентифікувати всі показники і обробити всю інформацію, що відноситься до вирішуваної проблеми.
Ці обмеження і схиляють менеджерів до створення коаліцій. Менеджери розмовляють один з одним і обмінюються точками зору для збору інформації і зниження невизначеності. Вони консультуються в тих, хто володіє належною інформацією і зацікавлений в результатах вирішення проблеми. Створення коаліцій сприяє виробленню рішення, яке підтримується всіма зацікавленими сторонами.
Формування коаліцій має декілька наслідків для процесу ухвалення рішень в організації.
- По-перше слід розуміти, що рішення приймаються переважно не для знаходження оптимального вирішення проблеми, а для задоволеності.

Задоволеність, у свою чергу, означає, що організації отримують швидше деяке задоволення, а не максимальний рівень виконання роботи, що дає їм можливість досягти декількох цілей одночасно. При розгляді проблем коаліція прийме те рішення, яке сприймається як задовільне всіма членами коаліції.
- По-друге, менеджери заклопотані насущними проблемами і їх швидким рішенням. Вони займаються тим, що Кайерт і Марч назвали проблемно-орієнтованим пошуком. Проблемно-орієнтований пошук означає, що менеджери шукають в безпосередньо навколишньому їх оточенні рішення, здатне швидко нейтралізувати проблему.

Менеджери не чекають, що їм удасться прийняти досконале рішення, коли ситуація насилу піддається визначенню і насичена конфліктами. Це найважливіша відмінність моделі Карнеґі від підходу теорії управління, яка будується на тому, що кожне обґрунтоване альтернативне рішення може бути проаналізоване.
У моделі Карнеґі стверджується, що достатньо знайти прийнятне рішення і що менеджери зазвичай приймають перше таке поверхо́ве рішення.
- По-третє, дискусії особливо важливі на стадії ідентифікації проблеми в процесі ухвалення рішень. До тих пір, доки члени коаліції не проймуться проблемою, жодних дій зроблено не буде. Процес ухвалення рішень, описаний в моделі Карнеґі.

Модель Карнеґі: вказує на те, що досягнення угоди за допомогою створення коаліції менеджерів є основною частиною процесу ухвалення рішення в організації. Особливо це справедливо відносно вищого рівня менеджменту.
Дискусії вимагають великих витрат часу, тому процедури пошуку рішень, зазвичай, спрощені, і вибрана альтернатива швидше є найзадовільнішою, аніж оптимальне вирішення проблеми.
Правила і процедури виключають потребу оновлення коаліції і ведення суперечок про політику організації. Навпаки — непрограмовані рішення вимагають дискусій і вирішення конфліктів.